# Enicospilus transversus
Enicospilus transversus là một loài tò vò trong họ Ichneumonidae.